# Parasol grzewczy
Parasol grzewczy – urządzenie emitujące promieniowanie podczerwone, zasilane gazem płynnym. 
Najczęściej wykorzystywany jest w ogródkach kawiarnianych lub restauracyjnych przy niskiej temperaturze powietrza w celu zapewnienia ludziom komfortu przebywania na świeżym powietrzu. Dzięki temu, zastosowanie parasoli grzewczych wpływa na sezonowe obroty tego typu lokali. Parasole grzewcze mogą być również wykorzystywane w warunkach domowych (np. w przydomowych ogrodach). 
Typowe parasole grzewcze wykonane są ze stali nierdzewnej lub malowanej proszkowo, dzięki czemu są on odporne na działanie promieniowania UV, brudu i pleśni oraz są łatwe w czyszczeniu. Najczęściej wyposażone są one w palnik ze stali szlachetnej, zapalnik piezoelektryczny oraz zabezpieczenie zapłonu. Daszek parasola zapewnia efektywną dystrybucję ciepła oraz odporność na niekorzystne warunki atmosferyczne np. deszcz. Niektóre modele parasoli posiadają również uchylny reflektor umożliwiający sterowanie kierunkiem strumienia ciepła. Zasięg grzewczy typowego parasola wynosi od 5 do 9 m, a odczuwalna temperatura wynosi od 18-20 stopni Celsjusza.
Zaletami parasola grzewczego są mobilność, ekonomiczność, długa żywotność, bezpieczeństwo transportu oraz użytkowania (posiada on zabezpieczenia w postaci czujników odcinających dopływ gazu w przypadku zaniku jego dopływu), a także zasilanie dostępnym powszechnie gazem z butli. Nie wymaga on także podłączenia do prądu.